# 26 de diciembre
El 26 de diciembre es el 360.º (tricentésimo sexagésimo) día del año en el calendario gregoriano y el 361.º (tricentésimo sexagésimo primero) en los años bisiestos. Quedan 5 días para finalizar el año.

## Acontecimientos
- 838: Una gran parte del noroeste de los Países Bajos es inundada por una tormenta. El obispo Prudencio de Troyes describió esta inundación, y afirmó que murieron al menos 2437 personas. Esta inundación también se describe en los Annales Xantenses.
- 1246: El rey Alfonso X de Castilla se casa con Violante de Aragón en la Colegiata de Valladolid.
- 1489: En la actual España, los Reyes Católicos reconquistan Almería, ciudad que había sido tomada por Al-Zagal y sus tropas moras.
- 1552: Las tropas del emperador Carlos I de España levantan el sitio de Metz tras 60 días de inútiles esfuerzos.
- 1598: En el Palacio Tornabuoni de la ciudad de Florencia (Italia) se representa en privado por primera vez La Dafne, la primera ópera de la Historia, compuesta por el compositor italiano Jacopo Peri (1561-1633). Se estrenará en público el 21 de enero de 1599 en el Palacio Pitti, de Florencia.[1]
- 1653: En Inglaterra, Oliver Cromwell se nombra «protector».
- 1713: Felipe V firma un Real Decreto, redactado por Jean Orry, por el que España queda dividida en 21 provincias, con fines administrativos y tributarios.
- 1776: En Nueva Jersey ―en el marco de la Guerra de Independencia de los Estados Unidos―, las tropas estadounidenses derrotan a las británicas en la batalla de Trenton.
- 1783: En Francia, el aeronauta Louis-Sébastien Lenormand realiza el primer experimento de paracaidismo
- 1792: José Ocáriz, cónsul español en París, protesta públicamente en una carta por la condición de prisionero a que se ve sometido Luis XVI.
- 1805: Firma del Tratado de Presburgo.
- 1815: Casimiro Marcó del Pont reemplaza a Mariano Osorio en la Capitanía General de Chile. Fue el último gobernador español en Chile.
- 1831: En el Teatro de La Scala (en Milán) se estrena la ópera Norma, de Vincenzo Bellini.
- 1833: En el Teatro de La Scala (en Milán) se estrena la ópera Lucrezia Borgia, de Gaetano Donizetti.
- 1863: Con el alumbrado de los faros costeros del cabo de La Heve (Francia) se aplica por primera vez la electricidad en Europa.
- 1884: España anuncia a las potencias extranjeras que tiene bajo su «protectorado» la costa occidental de África comprendida entre los cabos Bojador y Blanco, territorio comúnmente denominado Sáhara Occidental.
- 1906: En Melbourne se estrena el primer largometraje de más de una hora de duración, The Story of the Kelly Gang.
- 1909: En Hamburgo se celebra el IX Congreso Sionista.
- 1917: El Gobierno de Estados Unidos se hace cargo de todo el sistema del transporte del país ante la desastrosa situación financiera de las compañías ferroviarias.
- 1921: En Madrid (España) se inaugura una nueva estación del metropolitano, entre Puerta del Sol y la glorieta de Atocha.
- 1922: La comisión de reparaciones de la Primera Guerra Mundial da fe de la "quiebra internacional" de Alemania en lo que concierne a sus pagos en especies.
- 1923: Estados Unidos y Turquía firman en Estambul un tratado de paz.
- 1923: La comisión de reparaciones crea un comité de expertos dirigidos por Charles G. Dawes y Owen D. Young, con objeto de solucionar la incapacidad de Alemania para hacer frente a la deuda contraída con los países vencedores de la Primera Guerra Mundial.
- 1925: En la India británica se funda el Partido Comunista de la India.
- 1927: En Tianjin (norte de China) estalla el depósito principal de la empresa Standard Oil Company.
- 1932: El aviador italiano Renato Donati alcanza una altitud de 9700 m con un avión deportivo.
- 1941: Ante el avance japonés, Manila es declarada ciudad abierta y es abandonada por el Gobierno filipino.
- 1941: los Británicos toman Bengasi infligiendo una fuerte derrota a las fuerzas italo-germanas de Rommel.
- 1943: En Turquía un terremoto causa 1800 muertos.
- 1945: El Gobierno militar francés confisca las minas del Sarre (Alemania).
- 1948: El cardenal primado de Hungría, József Mindszenty, es detenido, encarcelado y procesado, acusado de espionaje en favor de Estados Unidos.
- 1950: Nacionalistas escoceses roban la piedra de la coronación, depositada en la abadía de Westminster.
- 1953: Se realiza en París el primer trasplante de riñón de un donante vivo bajo la dirección del cirujano francés Jean Hamburger.
- 1957: En El Cairo comienza la Conferencia de Solidaridad Afroasiática, con la participación de la Unión Soviética.
- 1961: Europa occidental vive una de las navidades más frías del siglo; en París se registran las temperaturas más bajas desde 1879.
- 1967: En la BBC (de Londres) se estrena la película Magical Mystery Tour, de los Beatles.
- 1971: En la guerra de Vietnam se reanudan los bombardeos estadounidenses contra Vietnam del Norte.
- 1979: Tropas de la Unión Soviética invaden Afganistán.
- 1980:En Perú en la capital Lima la banda terrorista Sendero Luminoso,colgó 7 perros muertos en Lima más conocido como:Los perros de Deng Xiaoping
- 1983: En Japón, la Cámara Baja del Parlamento reelige a Yasuhiro Nakasone como primer ministro.
- 1990: El soviético Gari Kaspárov retiene el título de Campeón del Mundo de Ajedrez.
- 1991: La Cámara de las Repúblicas del Sóviet Supremo soviético declara el fin de la Unión Soviética a partir de la ratificación del Tratado de la Comunidad de Estados Independientes (CEI).
- 1991: el integrista Frente Islámico de Salvación (FIS) obtiene la mayoría absoluta en la primera vuelta de las elecciones argelinas.
- 1992: Los nigerianos aprueban en referéndum la nueva Constitución multipartidista.
- 1993: El Rally Dakar de este año tiene un recorrido de ida y vuelta y atravesará dos veces España.
- 1997: En la isla de Montserrat (mar Caribe) explota el volcán Soufrière Hills; mueren 19 personas. Se crea un pequeño tsunami, que genera daños en otras islas.
- 1998: Irak formaliza su ruptura con la ONU y exige el fin del embargo petrolífero.
- 1999: Alfonso Portillo y el Frente Republicano Guatemalteco, fundado por el general golpista Efraín Ríos Montt, son los ganadores de la segunda vuelta de las elecciones presidenciales de Guatemala.
- 2000: La estación espacial Mir pierde contacto con el centro de control durante más de 20 horas.
- 2001: Alianza Lima en el año de su centenario se corona campeón del torneo local,consiquiendo su estrella número 19 en una finAL ante Cienciano
- 2002: Irán prohíbe las lapidaciones para mejorar su imagen internacional.
- 2003: En Córdoba (Argentina) se produce un fuerte tornado de intensidad F3 con vientos de hasta 200 km/h provocando, al menos, tres muertos, dos desaparecidos, 45 heridos, cientos de evacuados y numerosos daños materiales.[2]
- 2003: En la ciudad de Bam, Irán, se produce un terremoto de magnitud 6.7 a una profundidad de 40 km, ocasionando más de 50.000 muertes y arruinando su ciudadela.
- 2004: Una cadena de maremotos, provocados por un terremoto de magnitud 9,3 cerca de Sumatra afectan, principalmente, a Indonesia, Sri Lanka, India y Tailandia. En todo el índico se contabilizan más de 230 000 muertos mientras que miles de personas quedaron desaparecidas.
- 2006: En Lagos (Nigeria) explota un oleoducto, matando al menos a 200 personas.
- 2016: En el Lago Alberto de Uganda fallecen al menos nueve personas y desaparecen otras 21 al naufragar un barco en el que viajaban un equipo de fútbol ugandés y sus seguidores.[3]

## Nacimientos
- 1194: Federico II Hohenstaufen, emperador germánico (f. 1250).
- 1747: Esteban de Arteaga, musicólogo y escritor jesuita español (f. 1799).[4]
- 1756: Bernard de Lacépède, zoólogo, político y músico francés (f. 1825).
- 1771: Julia Clary, reina consorte española, esposa de José Bonaparte (f. 1845).
- 1791: Charles Babbage, científico y matemático británico (f. 1871).
- 1791: José Gutiérrez de la Vega, pintor español (f. 1865).
- 1820: Dion Boucicault, actor irlandés (f. 1890).
- 1832: Sergio Camargo, presidente colombiano (f. 1907).
- 1837: George Dewey, almirante estadounidense (f. 1917).
- 1848: Alberto Bosch y Fustegueras, político español (f. 1900).
- 1854: José Yves Limantour, político mexicano (f. 1935).
- 1863: Charles Pathé, cineasta francés (f. 1957).
- 1867: Julien Benda, escritor y filósofo francés (f. 1956).
- 1872: Norman Angell, escritor y político británico, premio Nobel de la Paz en 1933 (f. 1967).
- 1873: José Oliva Nogueira, periodista y escritor argentino (f. 1945).

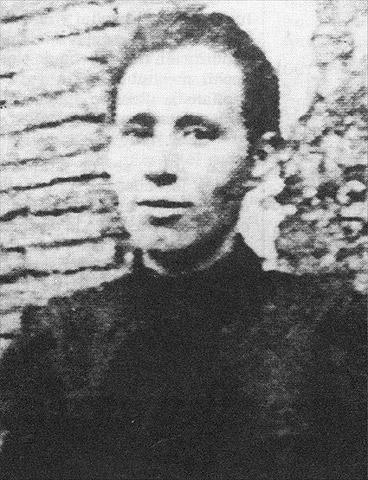
Virginia Bolten

- 1876: Virginia Bolten, militante y periodista anarquista y feminista argentina (f. 1960).
- 1880: Elton Mayo, filósofo australiano (f. 1949).
- 1883: Maurice Utrillo, pintor francés (f. 1955).
- 1887: Arthur Ernest Percival, general británico (f. 1966).
- 1891: Henry Miller, escritor estadounidense (f. 1980).
- 1893: Mao Zedong, político y filósofo chino (f. 1976).
- 1900: José Gaos, filósofo español (f. 1969).
- 1901: Juan José Barcia Goyanes, médico español (f. 2003).
- 1901: Peter van de Kamp, astrónomo neerlandés (f. 1995).
- 1904: Alejo Carpentier, escritor y musicólogo cubano (f. 1980).
- 1904: James Stern, escritor irlandés (f. 1993).
- 1904: Leopoldo Fernández, humorista cubano (f. 1985).
- 1910: Imperio Argentina, actriz y cantante argentino-española (f. 2003).
- 1911: Renato Guttuso, pintor italiano (f. 1987).
- 1912: Julio Philippi Izquierdo, abogado, diplomático y político chileno (f. 1997).
- 1914: Richard Widmark, actor estadounidense (f. 2008).
- 1915: Piotr Abrámov, piloto soviético (f. 2007).
- 1918: Georgios Rallis, primer ministro griego (f. 2006).
- 1920: Fernando Argila, futbolista español (f. 2015).
- 1921: Steve Allen, animador, compositor y comediante estadounidense (f. 2000).
- 1922: José María Rodero, actor español (f. 1991).
- 1922: Asdrúbal Fontes Bayardo, piloto de automovilismo uruguayo (f. 2006).
- 1923: Magda Zsabka, deportista húngara (f. 1970).
- 1926: Earle Brown, compositor estadounidense (f. 2002).
- 1928: Martin Cooper, ingeniero estadounidense.
- 1930: Fanny Mikey, actriz, directora y empresaria de teatro colombo-argentina, llamada también la Reina del Teatro o la Reina de las Tablas (f. 2008).
- 1933: José Luis Illanes Maestre, teólogo español.
- 1935: Gnassingbé Eyadéma, presidente togolés entre 1967 y 2005 (f. 2005).
- 1935: Moisés Solana Arciniega, piloto de automovilismo mexicano (f. 1969).
- 1937: John Horton Conway, matemático británico (f. 2020).
- 1939: Germán Correa, sociólogo y político chileno.
- 1939: Fred Schepisi, cineasta australiano.
- 1939: Phil Spector, productor y músico estadounidense (f. 2021).
- 1940: Edward C. Prescott, economista estadounidense, premio Nobel de Economía en 2004 (f. 2022).
- 1940: Carlos Buiza, escritor y guionista español de ciencia ficción (f. 2024).
- 1941: Daniel Schmid, cineasta suizo (f. 2006).
- 1942: Vinicio Cerezo, político guatemalteco, presidente de Guatemala entre 1986 y 1991.
- 1943: Álvaro López Miera, militar cubano.
- 1944: Txutxi Aranguren, futbolista y entrenador español (f. 2011).
- 1946: Marina Cárdenas, cantante de boleros nicaragüense (f. 2014).
- 1947: Víctor Hugo Morales, periodista, relator deportivo y conductor uruguayo.
- 1949: José Ramos-Horta, político timorense, presidente de Timor Oriental entre 2007-2012 y desde 2022.
- 1951: John Scofield, músico estadounidense de jazz.
- 1952: Manuel Marfán, economista chileno.
- 1953: Leonel Fernández, político dominicano, presidente de la República Dominicana entre 1996-2000 y 2004-2012.
- 1953: Toomas H. Ilves, político estonio, presidente de Estonia entre 2006 y 2016.
- 1953: Henning Schmitz, músico alemán, de la banda Kraftwerk.
- 1954: Ozzie Smith, beisbolista estadounidense.
- 1958: Adrian Newey, ingeniero británico de Fórmula 1.
- 1959: Mariano Barroso, cineasta español.
- 1959: Glenna Cabello, politóloga venezolana
- 1959: Luis Eduardo Motoa, actor colombiano.
- 1959: Kōji Morimoto, animador y cineasta japonés.
- 1960: Temuera Morrison, actor neozelandés.
- 1960: Emilio del Valle, político español.
- 1961: Tahnee Welch, actriz estadounidense.
- 1962: James Kottak, baterista alemán, de la banda Scorpions (f. 2024).
- 1963: Lars Ulrich, baterista danés, de la banda Metallica.
- 1964: Elizabeth Kostova, escritora estadounidense.
- 1966: Jay Farrar, compositor y cantante estadounidense.
- 1967: Marcos Montes, actor argentino.
- 1969: Thomas Linke, futbolista alemán.
- 1970: James Mercer, músico y guitarrista estadounidense, de la banda The Shins.
- 1971: David Kavlín, actor, cantante, periodista y conductor de televisión argentino.
- 1971: Jared Leto actor y músico estadounidense, de la banda 30 Seconds to Mars.
- 1971: Jonathan M. Parisen, cineasta estadounidense.[5]
- 1971: Tatiana Sorokko, coleccionista de alta costura y modelo rusa expatriada en Estados Unidos.
- 1972: Esteban Fuertes, futbolista argentino.
- 1974: Gabriel Álvez, futbolista uruguayo.
- 1974: Tiffany Brissette, actriz estadounidense.
- 1975: Pablo Puyol, actor y bailarín y cantante español.
- 1975: Marcelo Ríos, tenista chileno.
- 1975: María Vasco, atleta de marcha española.
- 1976: Pablo García Fernández, guitarrista español, de la banda WarCry.

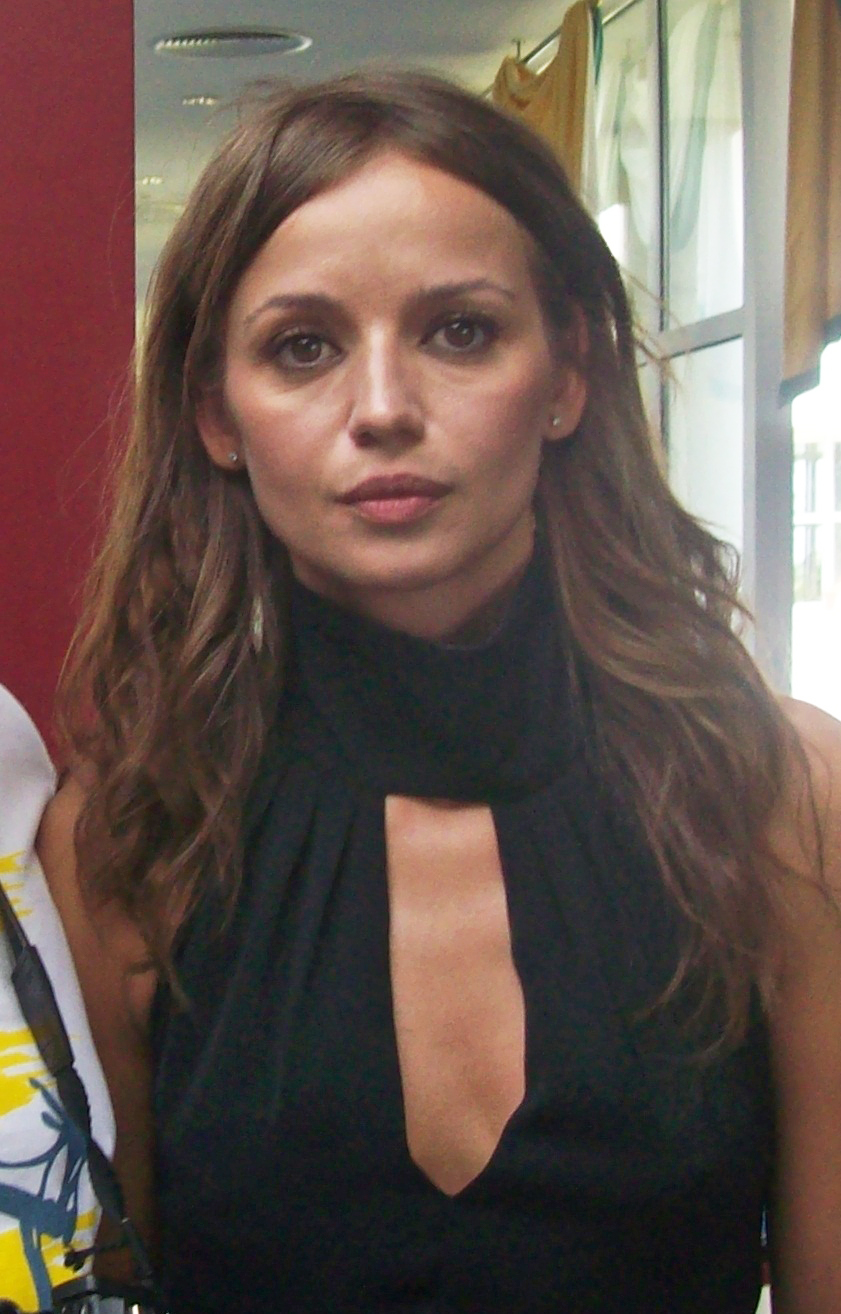
Anna Przybylska

- 1978: Anna Przybylska, actriz y modelo polaca (f. 2014).
- 1979: Fabián Carini, futbolista uruguayo.
- 1979: Chris Daughtry, músico estadounidense.
- 1979: Xavier Florencio, ciclista español.
- 1980: Todd Dunivant, futbolista estadounidense.
- 1981: Omar Infante, beisbolista venezolano.
- 1981: Shu-Aib Walters, futbolista sudafricano.
- 1981: Nikolai Nikolaeff, actor australiano.
- 1981: Yann Genty, balonmanista francés.
- 1981: Mari Cruz Asensi, balonmanista española.
- 1981: Albert Corominas, piragüista español.
- 1981: Rəsul Səlimov, judoka azerbaiyano.
- 1984: Ahmed Barusso, futbolista ghanés.
- 1984: Guzmán Casaseca, futbolista español.
- 1985: Shirota Yuu, actor, cantante y modelo japonés.
- 1986: Kit Harington, actor británico.
- 1986: Hugo Lloris, futbolista francés.
- 1986: Selen Soyder, actriz y reina de belleza turca.
- 1989: Victor Palmero, actor español.
- 1989: Sofiane Feghouli, futbolista argelino.
- 1990: Andy Biersack, cantante estadounidense, de la banda Black Veil Brides.
- 1990: Aaron Ramsey, futbolista británico, capitán de la Selección Galesa de Fútbol.
- 1992: Jade Thirlwall, cantante británica, de la banda Little Mix.
- 1996: Liberto Beltrán, futbolista español.
- 1996: Omar Alderete, futbolista paraguayo.
- 1996: Chidiebere Nwakali, futbolista nigeriano.
- 1996: Osama Al-Khalaf, futbolista saudí.
- 1996: Spyridon Kalentzis, remero griego.
- 1996: Marin Jakoliš, futbolista croata.
- 1997: Tamara Zidanšek, tenista eslovena.
- 1997: Aubrey Sinclair, actriz pornográfica y modelo erótica estadounidense.
- 1997: Bryce Jarvis, beisbolista estadounidense.
- 1998: Jasin-Amin Assehnoun, futbolista finlandés.
- 1999: Leo Wu, actor chino.
- 1999: Mathías Pintos, futbolista uruguayo.
- 1999: Grégoire Saucy, piloto de automovilismo suizo.
- 1999: Marta Morara, atleta italiana.
- 2003: Max Johnston, futbolista británico.
- 2004: Mitja Ilenič, futbolista esloveno.
- 2007: Christian J. Simon, actor estadounidense.

## Fallecimientos
- 268: San Dionisio, papa de la Iglesia católica entre 259 y 268 (n. ¿?).
- 418: San Zósimo, papa italiano, canonizado por la Iglesia católica.
- 1332: Felipe I de Tarento, Príncipe de Tarento (n. 1278).
- 1350: Juan de Marigny, prelado francés (n. ¿?).
- 1476: Galeazo María Sforza, duque milanés (n. 1444).
- 1530: Babur, emperador mongol (n. 1483).
- 1624: Simon Marius, astrónomo alemán (n. 1573).
- 1727: Baltasar de Zúñiga, conquistador español (n. 1658).
- 1736: Antonio Caldara, músico y compositor italiano (n. 1670).
- 1764: Benito Jerónimo Feijoo, escritor español (n. 1676).
- 1771: Claude-Adrien Helvétius, filósofo francés (n. 1715).
- 1780: John Fothergill, médico británico (n. 1712).
- 1797: John Wilkes, periodista y político británico (n. 1725).
- 1818: Isabel de Portugal, reina consorte española, segunda esposa de Fernando VII (n. 1797).
- 1820: Joseph Fouché, político francés (n. 1759).
- 1831: Henry Louis Vivian Derozio, poeta indio (n. 1809).
- 1855: Carlos Martínez de Irujo y McKean, diplomático y político español (n. 1802).
- 1868: Joaquín Suárez, presidente interino uruguayo (n. 1781).
- 1880: Manuel Murillo Toro, presidente colombiano (n. 1816).
- 1890: Heinrich Schliemann, arqueólogo alemán (n. 1822).
- 1909: Frederic Remington, cowboy, artista y escultor estadounidense (n. 1861).
- 1921: Miguel Ramón Demetrio Faílde y Pérez, músico y compositor cubano (n. 1852).
- 1923: Dietrich Eckart, político e ideólogo alemán nazi (n. 1868).
- 1925: Jan Letzel, arquitecto checo (n. 1880).
- 1929: Felipe Canales, abogado mexicano y pacificador (n. 1896).
- 1931: Melvil Dewey, bibliotecario estadounidense (n. 1851).
- 1946: Rafael Álvarez Ovalle, compositor guatemalteco (n. 1858).
- 1949: Mateo Hernández, escultor y pintor español (n. 1884).
- 1959: Pierre de Gaulle, político francés (n. 1897).
- 1966: Guillermo Stábile, futbolista argentino (n. 1905).
- 1966: José Yárnoz, arquitecto español (n. 1884).
- 1971: Robert Lowery, actor estadounidense (n. 1913).
- 1971: Nury Montsé, actriz argentina de origen español (n. 1917).
- 1972: Harry S. Truman, presidente estadounidense (n. 1884).
- 1974: Jack Benny, actor estadounidense (n. 1894).
- 1974: Farid al-Atrash, músico y actor sirio (n. 1915).
- 1977: Howard Hawks, cineasta estadounidense (n. 1896).
- 1980: Tony Smith, escultor y artista visual estadounidense (n. 1912).
- 1985: Dian Fossey, zoóloga estadounidense (n. 1932).
- 1985: Hal Warren, cineasta, guionista y productor de cine estadounidense (n. 1923).
- 1986: Elsa Lanchester, actriz británica (n. 1902).
- 1988: Pablo Sorozábal, compositor español (n. 1897).
- 1991: Orlando Millas, abogado y político chileno (n. 1918).
- 1994: Sylva Koscina, actriz croata-italiana (n. 1933).
- 1997: Isaac Aisemberg, escritor y guionista argentino (n. 1918).
- 1997: Cornelius Castoriadis, filósofo y psicoanalista franco-griego (n. 1922).
- 1999: Curtis Mayfield, músico estadounidense (n. 1942).
- 1999: Shankar Dayal Sharma, presidente de la India (1992-1997) (n. 1918).
- 2000: Jason Robards, actor estadounidense (n. 1922).
- 2001: Gius, guionista, libretista y dramaturgo argentino (n. 1927).
- 2001: Nigel Hawthorne, actor británico (n. 1929).
- 2002: Herb Ritts, fotógrafo estadounidense (n. 1952).
- 2004: Reggie White, jugador estadounidense de fútbol americano (n. 1961).
- 2005: Narciso Irureta, político chileno (n. 1924).
- 2005: Vincent Schiavelli, actor estadounidense (n. 1948).
- 2006: Gerald Ford, político estadounidense, presidente entre 1974 y 1977 (n. 1913).
- 2007: María Ángeles Sabor Riera, historiadora y bibliotecaria argentina (n. 1911).
- 2009: Francisco Gil de Sola Caballero, marino español (n. 1918).
- 2009: Yves Rocher, empresario francés (n. 1930).
- 2010: Salvador Jorge Blanco, político, abogado y presidente dominicano entre 1982 y 1986 (n. 1926).[6]
- 2010: Pastorita Núñez, política y guerrillera cubana (n. 1921).[7]
- 2010: Ricardo Rey Polis, ingeniero y catedrático peruano (n. 1921).[8]
- 2010: Teena Marie, cantante estadounidense (n. 1956).[9]
- 2011: Pedro Armendáriz Jr., actor mexicano (n. 1940).
- 2011: Gonzalo Torrente Malvido, escritor y guionista español (n. 1935).
- 2012: Gerry Anderson, productor, escritor y cineasta británico (n. 1929).
- 2012: Fontella Bass, cantante estadounidense de pop, soul y rhythm and blues (n. 1940).
- 2013: Doctor Tangalanga, comediante argentino (n. 1916).
- 2016: Jaume Camprodon Rovira, obispo español (n. 1926).
- 2018: Roy Jay Glauber, físico estadounidense, premio nobel de física en 2005 (n. 1925).
- 2019: Sue Lyon, actriz estadounidense (n. 1946).
- 2020: George Blake, espía británico (n. 1922).
- 2020: Tito Rojas, cantante puertorriqueño de salsa (n. 1955).
- 2020: Jon Huber, luchador profesional estadounidense (n. 1979).
- 2021: Károlos Papulias, político griego, presidente de Grecia entre 2005 y 2015 (n. 1929).
- 2021: Desmond Tutu, clérigo y activista sudafricano, premio nobel de la paz 1984 (n. 1931).
- 2021: Edward Osborne Wilson, biólogo estadounidense (n. 1929).
- 2021: Jean-Marc Vallée, director, editor, productor y guionista de cine canadiense (n. 1963).
- 2023: Tony Oxley, músico y compositor británico (n. 1938).
- 2024: Manmohan Singh, economista y político indio (n. 1932).
- 2024: John B. Cobb, teólogo estadounidense (n. 1925)

## Celebraciones
Por países
(Por orden alfabético)
- Australia: 
  - Día de la Proclamación.

- Bahamas: 
  - Junkanoo.

- Bulgaria: 
  - Día del Padre.

- Costa Rica: 
  - Día Nacional del Caballista.[10]Según la tradición, en el siglo XX, la United Fruit Company de Estados Unidos trajo ganado para las plantaciones de plátanos en Costa Rica. Cuando el ganado llegó a los puertos, se enviaron jinetes para recogerlo. Con el paso del tiempo, se transformó en un desfile nacional donde los jinetes exhibían sus caballos de lujo y los habitantes se vestían al estilo occidental.

- Eslovenia: 
  - Día de la Independencia y de la Unidad.

- Estados Unidos: 
  - Kwanzaa.
  - Día de la Nota de Agradecimiento.
(en inglés: Thank You Note Day).
  - Día de los Quejidos o Día del Llorón.
(en inglés: National Whiner’s Day).
  - Día del Bastón de Caramelo.
(en inglés: National Candy Cane Day).

- Islas Salomón: 
  - Acción de Gracias.

- Vanuatu: 
  - Día de la Familia.

Compartidas
- Antigua y Barbuda,  Australia,  Barbados,  Canadá y  Reino Unido: 
  - Boxing Day.[11][12]

- Irlanda e  Isla de Man: 
  - Wren Day.

- Namibia y  Sudáfrica: 
  - Día de la Buena Voluntad.

### Santoral católico

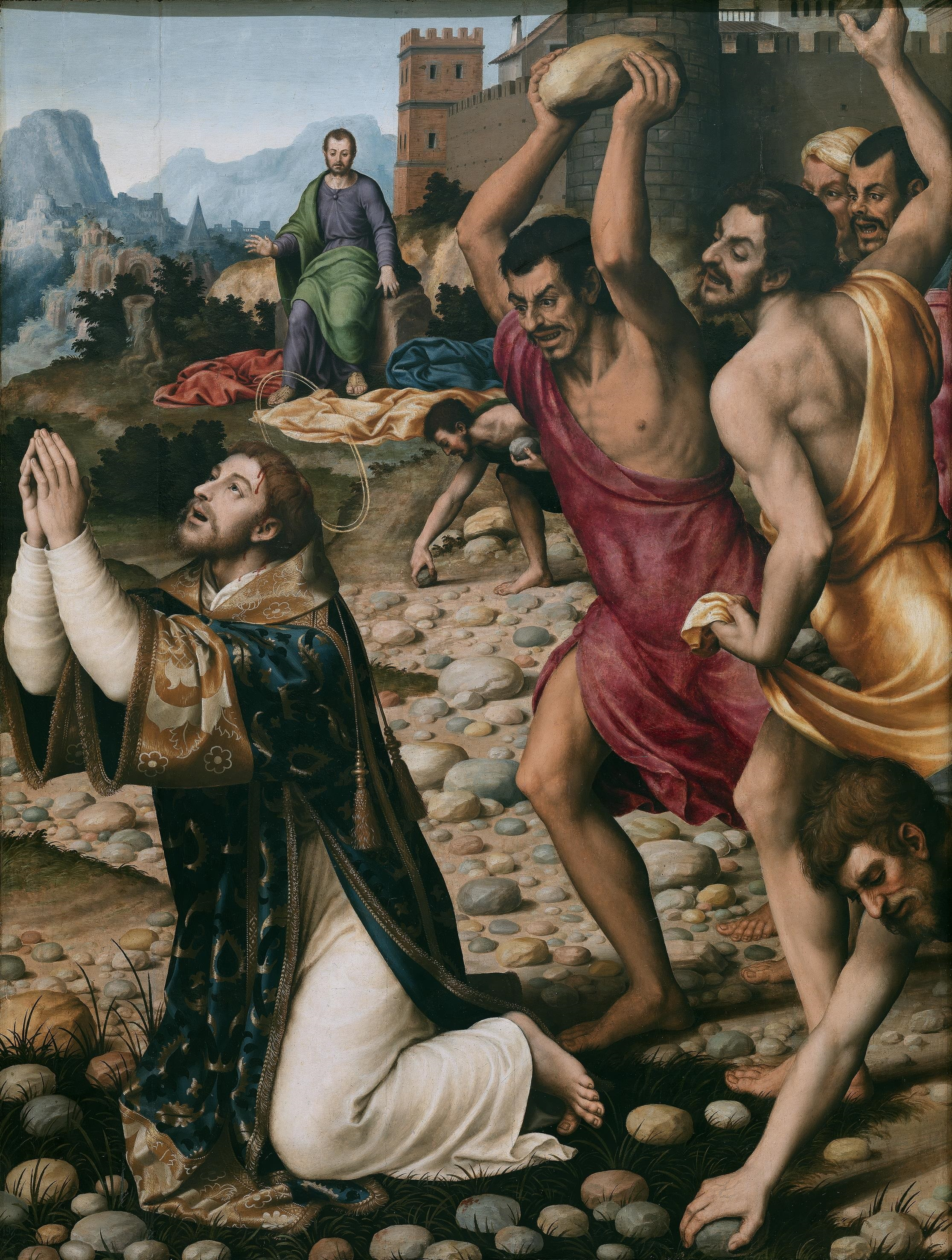
Martirio de San Esteban, pintado por Juan de Juanes, Museo del Prado.

- San Esteban, protomártir (s. I).[13](imagen ilustrativa).
- San Arquelao, obispo.[13]
- San Dionisio, papa (268).[13]
- San Zenón de Maiuma, obispo (c. 400).[13]
- San Zósimo, papa (418).[13][14]
- San Eutimio de Sardis, obispo y mártir (824).[13]
- Santa Vicenta María López Vicuña, virgen (1890).
- Beatas Inés Phila y Lucía Khambang, vírgenes y mártires (1940).
- Beato Segundo Pollo, presbítero (1941).[13]
- Beato Bentivolio de Bonis.[13]